# 丁林 (地质学家)
丁林（1965年7月—），生于安徽萧县，中国科学院青藏高原研究所研究员，中国科学院院士。主要从事青藏高原地质学研究。

## 生平
1988年，毕业于北京大学地质学系，获构造与地质力学专业学士学位。1991年，于中国科学院地质研究所获构造地质学专业硕士学位。1999年，于中科院地质所获构造地质学专业理学博士学位。1995年，在中科院地质所任副研究员，2003年在中科院青藏所任研究员。现任中科院青藏所研究员，中国科学院大学教授，中国科学院青藏高原研究所学位委员会副主任，中国科学院大陆碰撞与高原隆升重点实验室主任。
2017年，当选为中国科学院院士。